# Oliver Twist (film d'animation, 1982)
Pour les articles homonymes, voir Oliver Twist (homonymie).
Pour plus de détails, voir Fiche technique et Distribution.
Oliver Twist est un téléfilm d'animation australien réalisé par Richard Slapczynski, sorti directement en vidéo après sa diffusion sur la chaîne Nine Network en 1982.
Le téléfilm a été diffusé le 11 novembre 1984 sur Canal+.

## Synopsis
Oliver Twist, un orphelin abandonné subit des violences dans les établissements où il est enfermé mais un jour il s'enfuit pour vivre à Londres. Là-bas, il se lie d'amitié avec un groupe de voleurs de rue sous la coupe d'un usurier, Monsieur Fagin...

## Fiche technique
- Titre original : Oliver Twist
- Titre français : Oliver Twist
- Réalisation : Richard Slapczynski
- Scénario : John Palmer d'après le roman de Charles Dickens
- Musique : Richard Bowden
- Directeur de production : Eddy Graham
- Opérateurs caméra : Tom Epperson et Jenny Ochse
- Graphistes : Yosh Barry et Kevin Roper
- Supervision de l'animation : Jean Tych
- Animateurs des décors : Peter Connell, Carol Lumsden, Oleg Rosyn et Ken Wright
- Animateurs : Ty Bosco, John Burge, Gairden Cooke, Dick Dunn, Don Ezard, Warwick Gilbert, Greg Ingram, Pam Lofts, Don McKinnon, Paul Maron, Steve Robinson, Michael Stapleton, Maria Szemenyei et Pere Van Reyk
- Supervision des couleurs : Jenny Schowe
- Producteur exécutif : Tom Stacey
- Producteur : George Stephenson
- Montage : Peter Siegl
- Compagnie de production : Burbank Films Australia
- Compagnie de distribution : Nine Network Australia
- Pays d'origine :  Australie
- Langue d'origine : Anglais stéréo
- Format : couleur
- Genre : Animation, Conte
- Durée : 75 minutes
- Ratio écran : 1.33:1 plein écran 4:3

## Distribution

### Voix françaises
- Thierry Bourdon : Oliver Twist
- Albert Augier : Monsieur Pumble / Monsieur Fang
- Claude Chantal: Sally Thingummy
- Bernard Soufflet : Noah Claypole
- José Luccioni : Renard rusé
- Henri Labussière : Fagin
- Claude d'Yd : Monsieur Brownlow
- Serge Lhorca : Monks
- Jacques Ferrière : Bill Sikes
- Céline Monsarrat : Nancy
- Jane Val : Madame Bedwin / Madame Corney
- Serge Bourrier : Monsieur Grimwig
- Catherine Lafond : Rose Maylie / Charlotte
- Paule Emanuele : Madame Maylie

## DVD
Le film a fait l'objet d'une sortie sur le support DVD :
- Oliver Twist (DVD Keep-Case) est sorti le 5 février 2008 dans la collection Les Grands Auteurs édité par Arcadès. Le ratio écran est en 1.33:1 plein écran uniquement en français sans sous-titres et sans suppléments[1].